# كهنكويه (مقاطعة فسا)
كهنكويه (بالفارسية: کهنکویه) هي قرية تقع في قسم كوشك قاضي الريفي في إيران. يقدر عدد سكانها بـ 422 نسمة بحسب إحصاء 2016.